# 카라데니즈에렐리

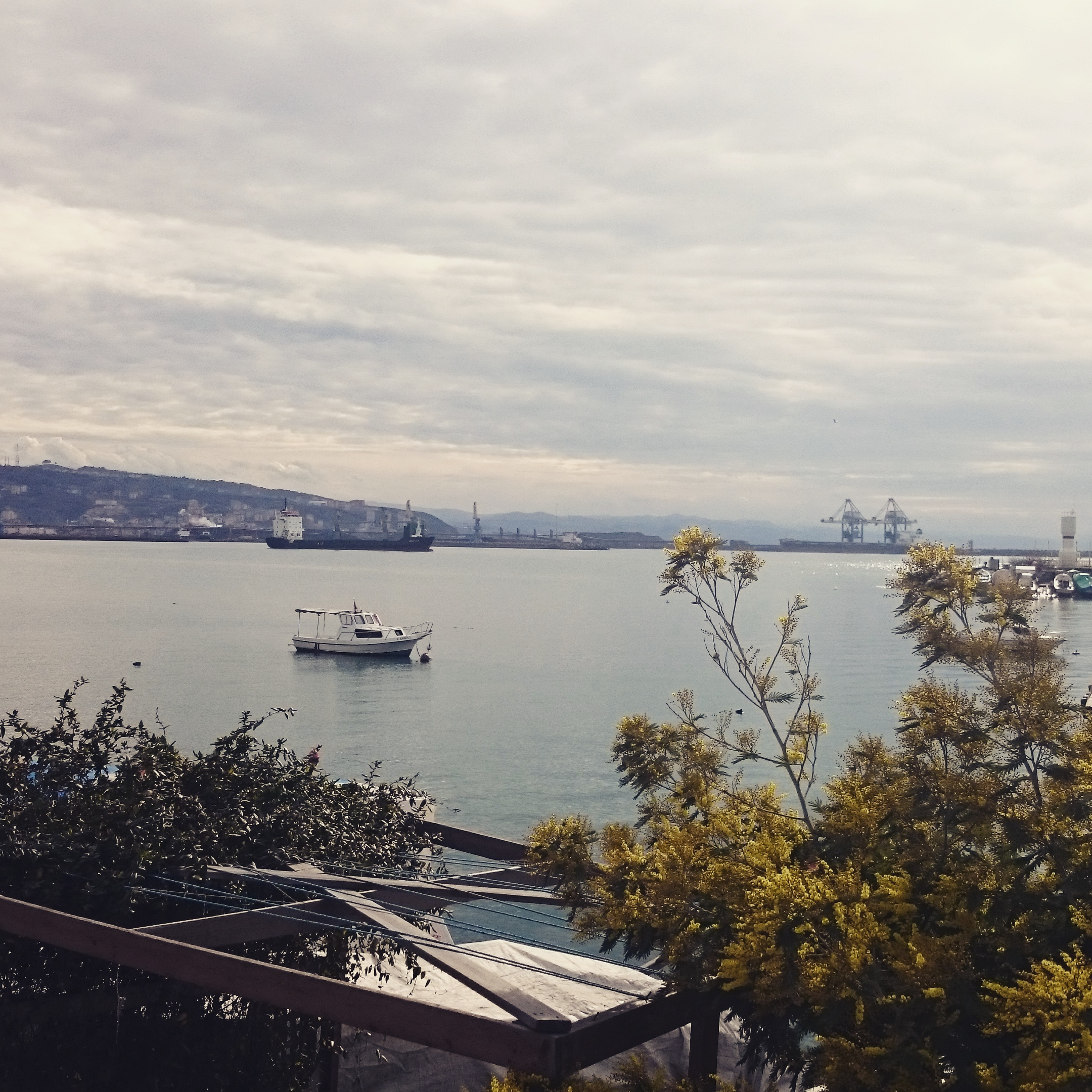
카라데니즈에렐리

카라데니즈에렐리(튀르키예어: Karadeniz Ereğli)는 터키 종굴다크주에 위치한 도시로 면적은 976.26km2, 인구는 173,933명(2012년 기준), 인구 밀도는 180명/km2이다. 흑해 연안, 클르치수강(Kılıçsu) 어귀와 접한다.

## 어원
도시 이름은 터키어로 "흑해의 에렐리"를 뜻하는데 이는 에렐리(Ereğli)라는 이름을 가진 다른 도시와 구별하기 위함이다. '카라데니즈'는 튀르키예어로 "흑해"를 뜻한다.

## 개요
카라데니즈에렐리는 터키 최대의 제철소인 에르데미르(Erdemir)의 거점이다. 시내에는 대규모 인공 항만, 학교, 슈퍼마켓, 자동차 판매점이 입주하고 있다. 흑해 연안을 따라 유명한 관광지가 분포하고 있다. 시내에는 공항이나 기차역은 없지만 자동차 또는 버스를 통해 앙카라, 이스탄불 등에서 이 곳에 도착할 수 있다. 카라데니즈에렐리는 무연탄 광산으로 잘 알려져 있으며 이스탄불은 무연탄의 상당 부분을 이 곳에서 공급받고 있다.

## 역사
고대에는 그리스 신화의 영웅인 헤라클레스와 연관된 헤라클레아 폰티카로 알려진 도시가 있었다. 이 도시는 메가라 주민들의 식민 도시로 건설된 이후에 점차 세력을 넓히면서 번영을 누렸으나 미트리다테스 전쟁 시기에 갈라티아, 비티니아의 공격을 받으면서 완전히 파괴되었다.
그리스 신화에서는 3개의 머리를 가진 개인 케르베로스가 지키고 있는 동굴 마을 근처에 헤라클리데스 폰티쿠스(Heraclides Ponticus)라는 이름을 가진 도시가 있다고 전한다. 헤라클레스는 케르베로스를 잡는 마지막 과업을 수행하기 위해 동굴 안으로 들어갔다고 한다.